# 陳鴻銓

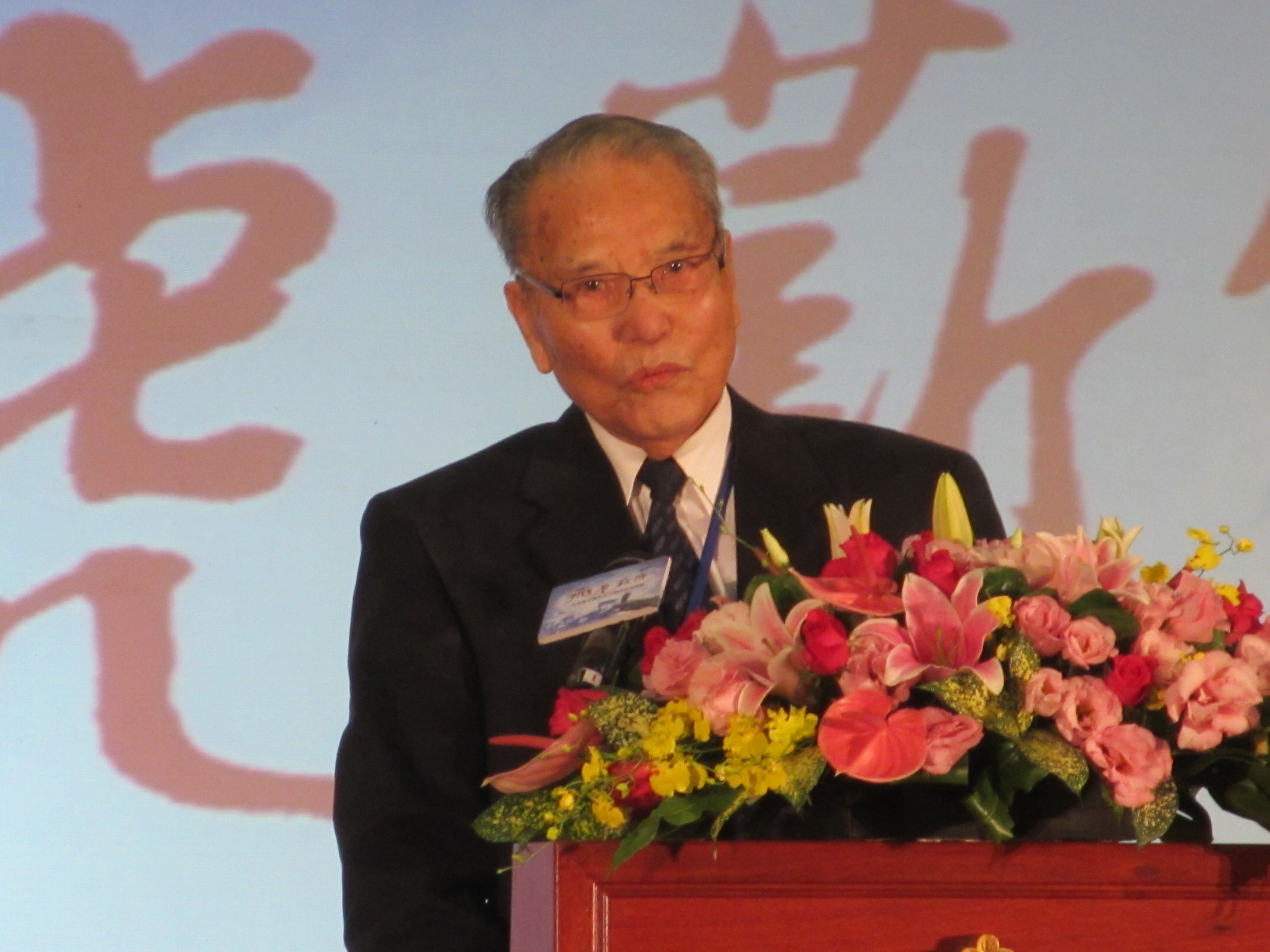
陳鴻銓近照

陈鸿铨（1920年10月11日—2021年7月17日），原名陳鴻鈞，河南鄭縣人，中华民国空军中將。

## 生平
年幼於天津市居住。
民國二十三年（1934年），考入武昌育傑高中，受到校長王化啟之鼓勵決意畢業後從軍。
民國二十六年（1937年），陈鸿铨考入空军航校第十二期。因該年盧溝橋事件爆發，隨後在8月上海也發動淞滬會戰，航校被迫內遷，空官十二期無法在該年10月開學。在學校遷徙之際，該期入學生也分批轉移到四川成都。由於遷校初期航校無法確保何時開學，因此航校十二期生在民國二十六年底先全數進入中央陸軍軍官學校就學，全數編為陸軍官校第十五期第一總隊。民國二十八年6月底（1939年），該批學生完成陸軍官校學制。而在此時空軍航校完成遷校，因此這批學生又全數轉入在昆明復校的空軍官校，仍為十二期生，因此空官十二期同時完成空軍和陸軍的學業。
民國三十年底（1941年）因美國向日本宣戰，因此具備同盟關係的中華民國在王叔銘與陳納德的運作下將空官十二期學生運往美國接受美國陸軍航空隊的飛行教育訓練，補足從民國二十九年後因日軍新型戰機掌握制空權而不足的實技飛行教育。在經過三個月的訓練後，民國三十一年（1942年）2月1日畢業。而這批十二期生並未在完成空官學制後回國，而是繼續在美國亞利桑那州路克基地接受完整的飛行戰術訓練至民國三十一年冬季。
完成在美國的教育後，陳鴻銓並沒有返回國內，而是在印度臘河擔任教官，訓練在當地接受教育的空軍官校學生。直到民國三十三年（1944年）2月，才轉任中美空軍混合團第三大隊第8中隊飛官，駕駛P-40執行戰鬥，直到民國三十九年（1950年）才調離該中隊。
抗戰期間，陳鴻銓擊落紀錄為兩架。
1954年，任第一大队第三中队副中队长。1955年，任中队长。1956年，任第一大队作战科长副大队长。1957年，升任第三大队大队长。1958年，任空军作战司令部作战处副处长。1961年，任第二联队政治部主任。1962年，任战术管制联队参谋长。1963年12月，改任空军作战司令部作战处处长。1965年4月，任第二联队副联队长。1966年6月，授少将衔。1968年，任第五联队联队长，後任空軍總部作戰署副署長、國防部作戰參謀次長室助理次長、情報參謀次长室次长、作戰司令、空軍總部参谋长。1977年，任中華民國空軍中將副總司令。
退役後，移居美國馬里蘭州，美東時間2021年7月17日逝世。

## 著作
《百年回顧話滄桑 : 一個空軍老兵的感概》